# Аладова, Елена Васильевна
Еле́на Васи́льевна Ала́дова (бел. Алена Васільеўна Аладава; 22 мая 1907, Пружаны, Гродненская губерния — 29 мая 1986, Минск) — искусствовед, заслуженный деятель искусств Белорусской ССР (1966), директор Национального художественного музея Беларуси в 1944—1977 годах.

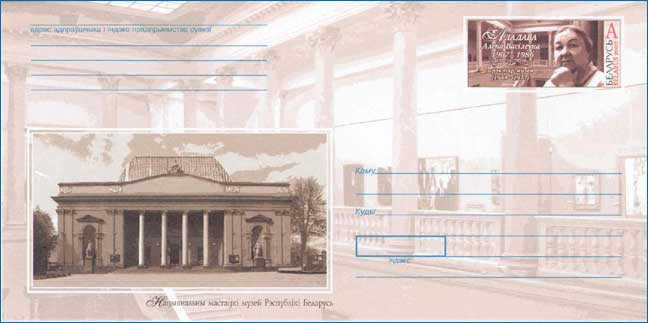
Конверт, выпущенный Белпочтой к 100-летию со дня рождения Аладовой Е. В.

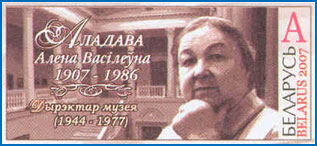
Почтовая марка, выпущенная Белпочтой к 100-летию со дня рождения Аладовой Е. В.

## Биография
Родилась в 22 мая 1907 года в Пружанах, в семье учителей. В 1916 году отец Елены Василий Пук был назначен инспектором Паричского уезда Бобруйского округа, где занимался педагогической деятельностью до 1927 года. В 1922 году Елена окончила паричскую школу второй ступени. В 1925 году мать Елены умирает. Отец женится вторично, и семья переезжает в Жлобин, где отец назначен на должность заместителя заведующего железнодорожной школой-девятилеткой. 27 августа 1930 года отца арестовывают и расстреливают в Орше по обвинению в контрреволюционной деятельности. Реабилитирован после XX съезда КПСС.

### Молодые годы
В 1921 году Елена становится одной из первых студенток только что открытого Белгосуниверситета, выбрав по семейной традиции специальность педагога. С 1922 по 1928 год училась на естественно-историческом отделении педагогического факультета, одновременно подрабатывая в Белорусском государственном музее иллюстратором. Учителями Елены в университете были известные искусствоведы Сыркин М. Г. и Н. Н. Щекотихин. Елена посещает вечернюю рабочую изостудию при Доме Художника по ул. Интернациональной в Минске, где в 1920-30 годах преподавал известный тогда живописец Вячеслав Руцай. С этих посещений начались знакомства с художниками и серьёзное увлечение изобразительным искусством. Этому способствовала и аренда жилья у белорусского пейзажиста Владимира Кудревича.
В 1925 году Елена впервые пробует себя в качестве экскурсовода и консультанта на Первой Всебелорусской художественной выставке. С этого же времени выходят её первые печатные публикации в белорусской прессе. Под псевдонимом «Аглядач» (Обозреватель) печатаются её первые обзоры в журнале «Прамень», («Луч»). В 1927 году Елена стала членом творческого объединения «Литературно-художественная коммуна», а затем и творческой группировки «Прамень» (1929—1932), с революционной платформой так называемых реформаторов искусства, которая была основана профсоюзом работников искусства, образования и печати, в которую входили Александр Ахола-Вало, Оскар Марикс и др. В этом кружке Елена и начала работать как искусствовед.
В студенческие годы Елена знакомится и дружит с композитором Аладовым Н. И., который посвящает ей несколько романсов на стихи Янки Купалы, Александром Ахола-Вало, который вылепил её скульптурный портрет и художником Михаилом Филипповичем, подарившим ей несколько своих произведений. На Второй Всебелорусской художественной выставке демонстрировалась его картина, принадлежавшая Елене.
После окончания Белгосуниверситета, в 1928 году, Елена выходит замуж за композитора Аладова Н. И.. (Официально брак был зарегистрирован только в 1943 году в Саратове). Сын Вальмен, белорусский архитектор и лауреат Государственной премии БССР, родился в 1930 году (скончался в 2021 году), сын Гельмир в 1933 году.
В 1937 году Елена Аладова стала научным сотрудником группы по созданию первой в Беларуси Государственной картинной галереи, которая открылась в 1939 году. Директором был назначен художник-керамист Михолап Н. П. Галерея организовала две крупные художественные выставки, одна из которых — к Декаде белорусского искусства в Москве в 1940 году. За участие в проведении выставки «Ленин и Сталин — организаторы белорусской государственности», Елена была удостоена Почётной грамоты Верховного Совета БССР. К этому времени Елена уже училась на заочном отделении искусствоведения Института философии, литературы и искусства имени Чернышевского в Москве. Диплом получить не успела из-за начала Великой Отечественной войны.

### Великая Отечественная война
В ноябре 1941 года Елена Аладова была эвакуирована в Саратов, куда сопровождала удавшиеся спасти произведения из витебских и минских галерей. Там она продолжала свою деятельность в Художественном музее имени А. Н. Радищева до 1 января 1944 года. С августа 1944 года возглавила в Минске Музей истории Великой Отечественной войны и Государственную картинную галерею. В 1945 году родился третий ребёнок — дочь Радослава.

### Творческая деятельность
С конца 1940-х годов на протяжении 30 лет Елена Аладова собирала для Национального художественного музея Беларуси шедевры русской и белорусской живописи на просторах всего Советского Союза и сопредельных государств. Вела переписку со множеством знаменитых искусствоведов, коллекционеров, реставраторов и художников. В архиве сохранились письма Игоря Грабаря, Ольги Кончаловской, Веры Мухиной, Витольда Бялыницкого-Бирули, Александра Грубе, Михаила Керзина, Марии Максаковой, Ильи Зильберштейна, Надежды Ходасевич-Леже и др. С 1966 года Аладова — член правления Союза художников БССР. Награждена званием заслуженного деятеля искусств БССР, орденами «Дружба народов», «Знак почёта» (дважды), медалями «За доблестный труд в Великой Отечественной войне», «За трудовую доблесть», «30 лет победы в Великой Отечественной войне», «За доблестный труд в ознаменование 100-летия со дня рождения В. И. Ленина», а также двумя Почётными грамотами Верховного Совета БССР, Почётными грамотами Верховных Советов Украины и Литвы, медалью «За заслуги перед польской культурой». Состояла на посту директора Национального художественного музея вплоть до 1977 года, после чего передала бразды правления своему преемнику Карачуну Юрию Александровичу и вышла на пенсию, во время которой работала консультантом музея, в должности которого и ушла из жизни в возрасте 79 лет. С 1940 по 1978 годы опубликовала 14 работ по искусствоведению, в том числе 3 монографии.

## Память об Аладовой
В целях увековечения памяти бывшего директора Государственного
художественного музея Беларуси, заслуженного деятеля искусств БССР
Аладовой Елены Васильевны Совет Министров Республики Беларусь постановил установить в 1998 году мемориальную доску на здании Национального художественного музея
Республики Беларусь по ул. Ленина, д.20 в Минске, где работала
Е. В. Аладова
Торжественный акт установки бронзовой доски с барельефным портретом Аладовой Е. В. на здание музея произошёл 26 июня 1998 года. Автор — скульптор Иван Миско.
К 100-летию со дня рождения Аладовой Е. В. выпущен памятный художественный почтовый конверт с изображением здания Национального художественного музея Беларуси и маркой с портретом Аладовой Е. В., а также памятные серебряные монеты Нацбанка Республики Беларусь достоинством 1 рубль и 10 рублей с портретом Аладовой Е. В.
В честь Е. В. Аладовой и её супруга названа улица Аладовых в Минске.